# Daniel Rodríguez Pérez
Daniel Rodríguez Pérez, més conegut com a Txiki, és un futbolista basc, nascut a Sant Sebastià el 27 de març de 1977. Juga de migcampista.
Després de militar en diversos equips modestos, el 2001 debuta a Segona Divisió amb el Racing de Santander. Els càntabres aconsegueixen l'ascens i el basc debuta a la màxima categoria el 2002. Però, tot just juga 26 partits amb el Racing en any i mig, i acabla temporada 03/04 a les files del Córdoba CF.
Jugaria a Segona Divisió amb els andalusos i posteriorment amb el CE Castelló. Des del 2008 ha actuat en equips de Segona B, com el Ceuta i el Zamora.